# Rootwater
Rootwater – polska grupa muzyczna grająca heavy metal, z wpływami takich gatunków jak thrash metal, hardcore czy punk. 
Nazwa grupy pochodzi od ang. słowa "root" oznaczającego "korzeń, podstawa" oraz "water", czyli "woda" (Chociaż w jednym z wywiadów członkowie zespołu wspomnieli, iż nazwa wzięła się od karty "Rootwater Commando" z gry Magic: The Gathering). W tekstach swoich piosenek Rootwater poruszają ważne tematy np. wojny ("War"), prześladowań wyznaniowych i antysemityzmu ("Hava Nagila") czy krytykę ludzi chciwych ("Back to the Real").

## Historia

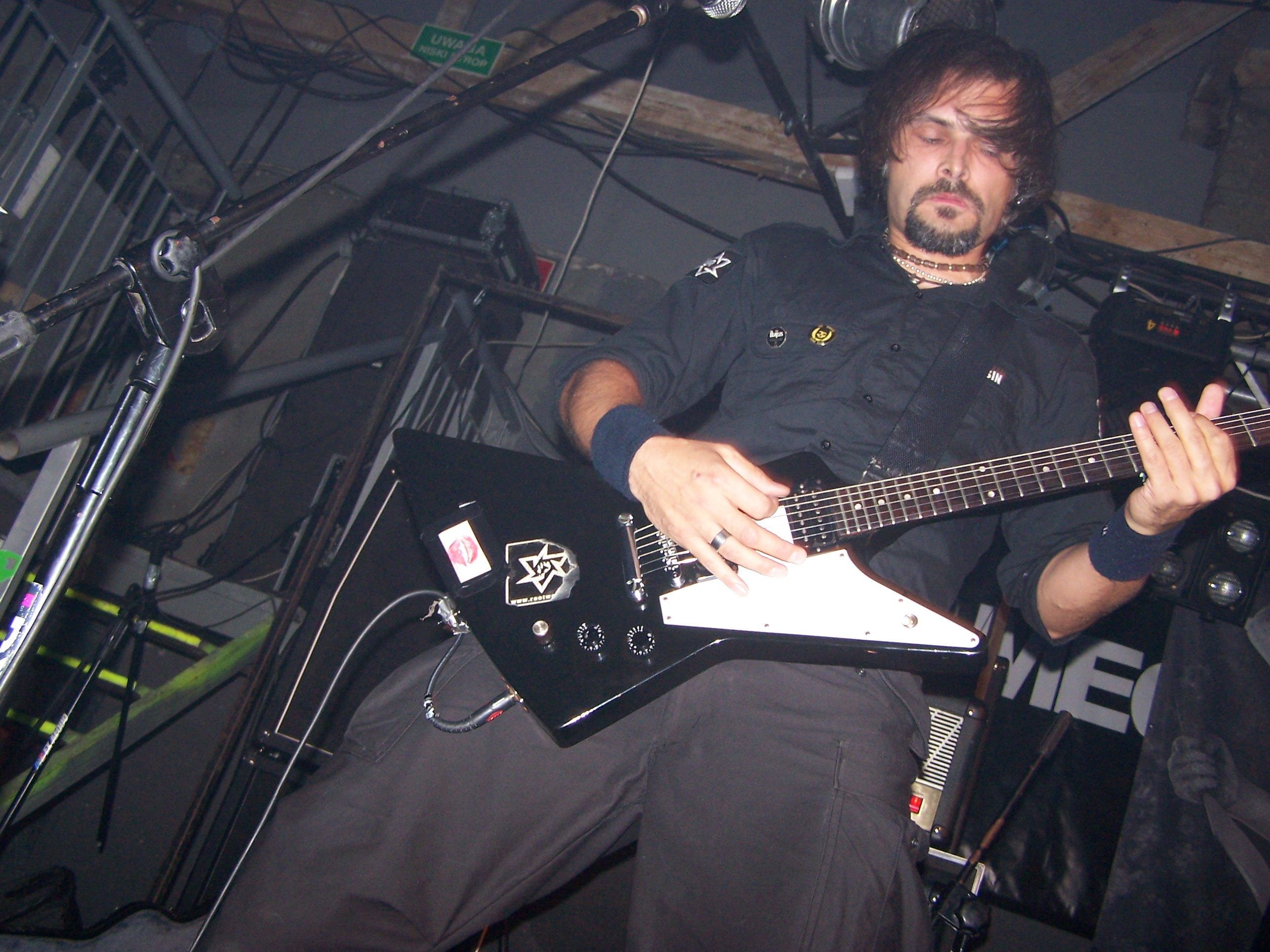
Sebastian Zusin podczas koncertu 10 września 2007

Zespół został założony w 2002 r. Przed wydaniem pierwszego materiału Tomasz "Yony" Jońca odchodzi z zespołu i  zastępuje go Michał Truong, niedługo potem Pawła Jurkowskiego – Artur Rowiński znany z występów w Bian oraz Licorea. 
27 sierpnia 2004 roku ukazał się debiutancki album grupy zatytułowany Under wydany nakładem wytwórni muzycznej Fonografika. Kilka miesięcy po wydaniu płyty z zespołu odchodzi Przemysław Bieliński, zastąpiony przez Filipa "Heinricha" Hałuchę z zespołu Vesania.
W 2006 roku ukazał się pierwszy minialbum grupy zatytułowany The Legends of Hava Nagila, wydany w limitowanym nakładzie tysiąca egzemplarzy. Również w 2006 roku grupa podpisała kontrakt płytowy z wytwórnią Mystic Production. W 2007 roku ukazał się drugi album grupy pt. Limbic System wydany nakładem Mystic Production. Materiał uzyskał 3. miejsce w plebiscycie czasopisma Mystic Art na album roku 2007.
Tego samego roku zespół wystąpił na Mystic Festivalu obok takich gwiazd jak m.in. Celtic Frost, Behemoth, Slayer a także na Przystanku Woodstock w Kostrzynie nad Odrą obok m.in. Type O Negative czy Acid Drinkers.
W 2008 roku do zespołu dołączył Paweł "Paul" Jaroszewicz. Zastąpił Artura Rowińskiego, jednak zaraz po nagraniach studyjnych materiału na trzecią płytę opuścił Rootwater. Oficjalnie zastąpił go w styczniu 2009 Grzegorz Olejnik. Również w styczniu 2009 roku z zespołu odszedł Michał Truong, którego zastąpił występujący w grupie Vesania Marcin "Valeo" Walenczykowski. W związku problemami zdrowotnymi wokalisty Macieja Taffa w maju 2010 roku zespół zakomunikował zawieszenie działalności.

## Muzycy

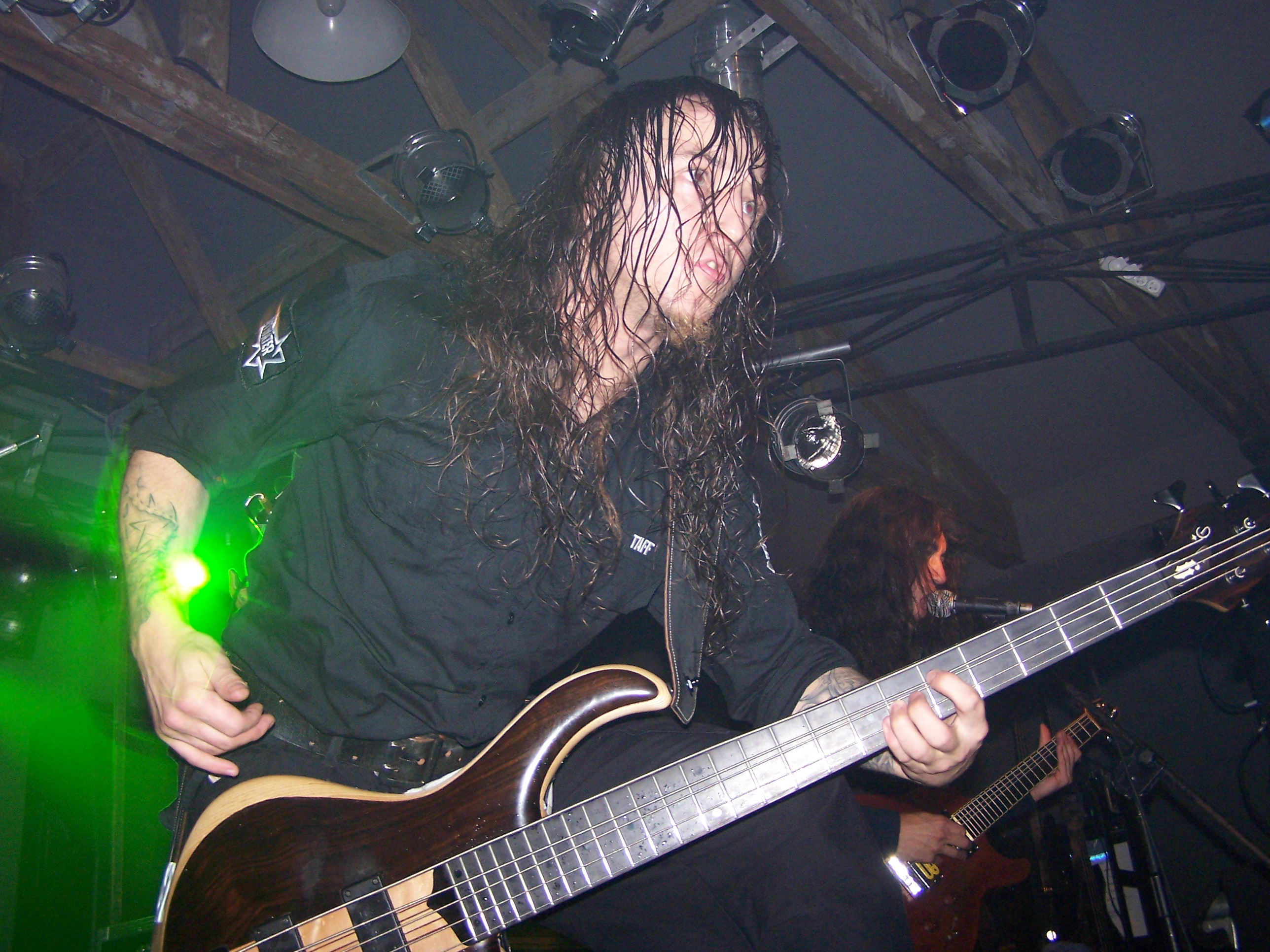
Filip Hałucha podczas koncertu 10 września 2007

| Ostatni skład zespołu - Maciej Taff – śpiew (2002-2010) - Sebastian Zusin – gitara (2002-2010) - Filip "Heinrich" Hałucha – gitara basowa (2004-2010) - Marcin "Valeo" Walenczykowski – gitara (2009-2010) - Grzegorz "Gregor" Olejnik – perkusja (2009-2010) |  | Byli członkowie zespołu - Tomasz "Yony" Jońca – gitara (2002-2004) - Michał Truong – gitara (2004-2009) - Przemysław Bieliński – gitara basowa (2002-2004) - Paweł "Rekin" Jurkowski – perkusja (2002-2004) - Artur Rowiński – perkusja (2004-2008) - Paweł "Paul" Jaroszewicz – perkusja (2008) |

Oś czasu

## Dyskografia

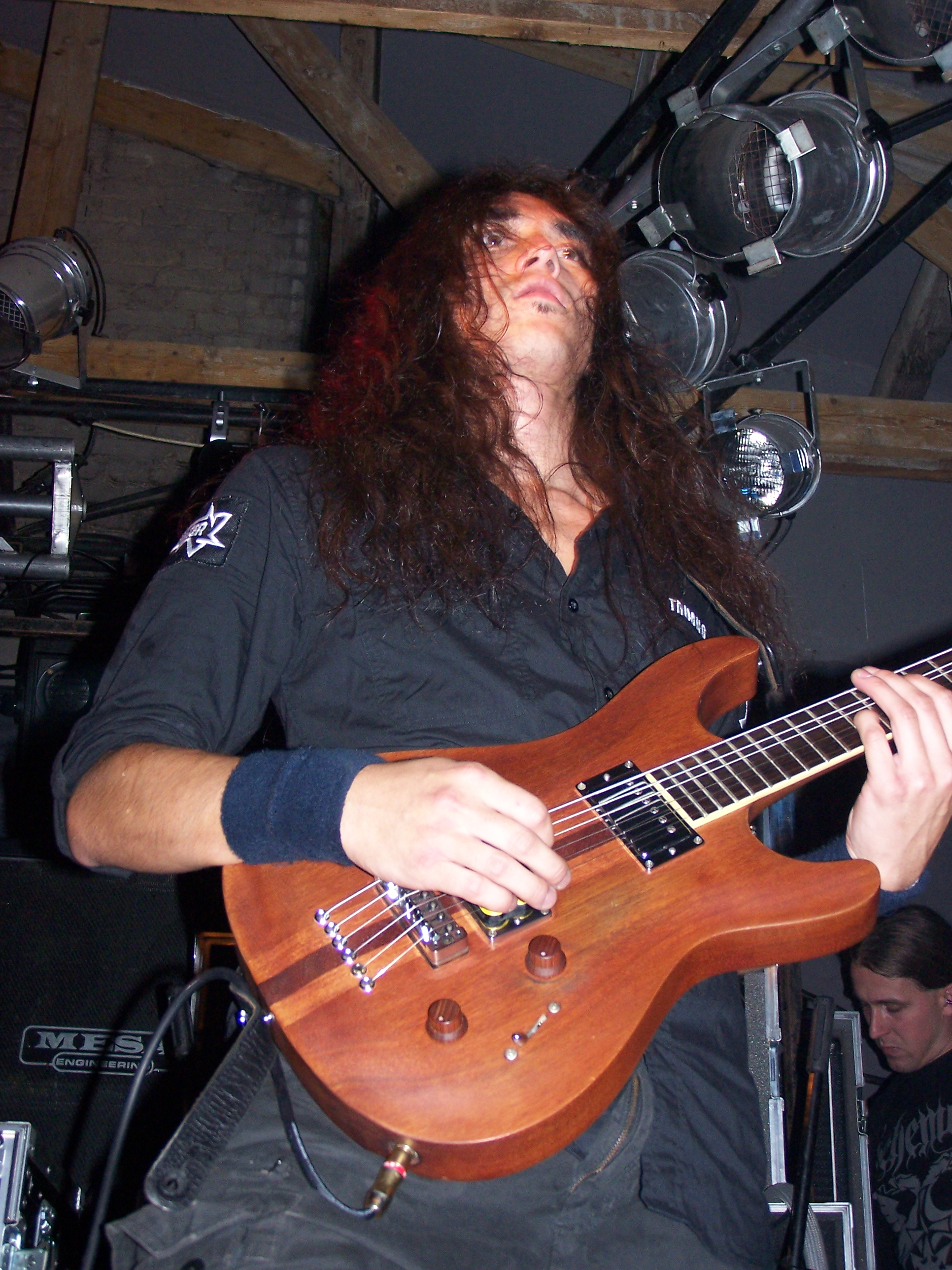
Michał Truong podczas koncertu 10 września 2007

| Rok  | Tytuł                                                           |
| ---- | --------------------------------------------------------------- |
| 2004 | Under - Data: 27 sierpnia 2004 - Wydawca: Fonografika           |
| 2007 | Limbic System - Data: 5 marca 2007 - Wydawca: Mystic Production |
| 2009 | Visionism - Data: 15 czerwca 2009 - Wydawca: Mystic Production  |

| Rok  | Tytuł         | Pozycja na liście | Pozycja na liście | Album                      |
| Rok  | Tytuł         | Turbo Top         | LP1               | Album                      |
| ---- | ------------- | ----------------- | ----------------- | -------------------------- |
| 2010 | "Hava Nagila" | 10                | 11                | The Legends of Hava Nagila |

| Rok  | Tytuł                                                          |
| ---- | -------------------------------------------------------------- |
| 2006 | The Legends of Hava Nagila - Data: 2006 - Wydawca: Fonografika |

## Teledyski
| Rok  | Tytuł                | Reżyseria    | Album     |
| ---- | -------------------- | ------------ | --------- |
| 2004 | "Hava Nagila"        | —            | Under     |
| 2009 | "Living In the Cage" | Mania Studio | Visionism |